# Miles Mander
Miles Mander est un acteur, réalisateur, scénariste, producteur, écrivain et dramaturge anglais, né Lionel Henry Mander à Wolverhampton (Angleterre, Royaume-Uni) le 14 mai 1888, mort d'une crise cardiaque à Los Angeles (Californie, États-Unis) le 8 février 1946.

## Biographie
Miles Mander débute au cinéma, comme acteur, en 1920 et apparaît dans plus de cent films — parfois sans être crédité — jusqu'en 1946 (son dernier film sort en 1947, année suivant sa mort). Outre le cinéma britannique, il apparaît dans un grand nombre de films américains, ayant fait carrière à Hollywood à partir de 1935, sans compter quelques coproductions (ainsi, plusieurs films allemands figurent dans sa filmographie : voir ci-dessous). Entre 1923 et 1936, il est également réalisateur (dont bon nombre de courts métrages), scénariste et producteur.
En dehors du cinéma, il est aussi l'auteur de quelques écrits (essais, histoires courtes...) et pièces de théâtre (l'une d'elles, Conflict, fait l'objet d'une adaptation au cinéma en 1931, scénarisée et réalisée par Miles Mander, sous le titre The Woman Between).

## Filmographie partielle

### Comme acteur
- 1920 : The Temporary Lady d'Adrian Brunel
- 1920 : The Rank Outsider de Richard Garrick
- 1921 : The Place of Honour de Sinclair Hill
- 1921 : The Road to London d'Eugene Mullin
- 1922 : Open Country d'Eugene Mullin
- 1922 : Half a Truth de Sinclair Hill
- 1924 : The Prude's Fall de Graham Cutts
- 1925 : Le Jardin du plaisir (The Pleasure Garden) d'Alfred Hitchcock
- 1927 : Tip Toes (ou Tiptoes) d'Herbert Wilcox
- 1927 : The Fake de Georg Jacoby
- 1928 : La Clef d'argent (Parisiskor) de Gustaf Molander (coproduction germano-suédoise)
- 1928 : Der Faschingskönig de Georg Jacoby
- 1928 : Balaclava de Maurice Elvey et Milton Rosmer
- 1928 : The Physician de Georg Jacoby
- 1929 : The Crooked Billet d'Adrian Brunel
- 1929 : Meineid de Georg Jacoby
- 1930 : Meurtre (Murder!) d'Alfred Hitchcock
- 1931 : Mary d'Alfred Hitchcock (version alternative en allemand de Meurtre)
- 1932 : Frail Women de Maurice Elvey
- 1932 : The Missing Rembrandt de Leslie S. Hiscott
- 1932 : That Night in London de Rowland V. Lee
- 1933 : La Vie privée d'Henry VIII (The Private Life of Henry VII) d'Alexander Korda
- 1933 : Matinee Idol de George King
- 1933 : Bitter Sweet (en) de Herbert Wilcox
- 1933 : Don Quichotte (Don Quixote) de Georg Wilhelm Pabst (version alternative en anglais)
- 1933 : Loyalties de Basil Dean et Thorold Dickinson
- 1934 : The Battle de Victor Tourjanski et Nicolas Farkas
- 1935 : Death drives through d'Edward L. Cahn
- 1935 : Le Mirage de l'amour (Here's to Romance) de Alfred E. Green
- 1935 : Les Trois Mousquetaires (The Three Musketeers) de Rowland V. Lee
- 1936 : Le Pacte (Lloyd's of London), de Henry King
- 1937 : Le Dernier Négrier (Slave Ship) de Tay Garnett
- 1937 : Wake Up and Live de Sidney Lanfield
- 1937 : Youth on Parole de Phil Rosen
- 1938 : Suez d'Allan Dwan
- 1938 : Miss Manton est folle (The Mad Miss Manton) de Leigh Jason
- 1938 : Le Proscrit (Kidnapped) d'Alfred L. Werker et Otto Preminger
- 1939 : Stanley et Livingstone (Stanley and Livingstone) de Henry King et Otto Brower
- 1939 : Les Trois Louf'quetaires (The Three Musketeers) d'Allan Dwan

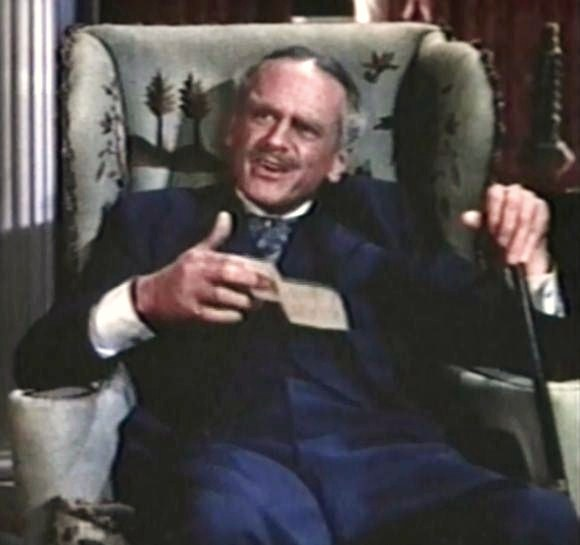
Dans Petite Princesse (1939)

- 1939 : Petite Princesse (The Little Princess) de Walter Lang
- 1939 : L'Homme au masque de fer (The Man in the Iron Mask) de James Whale
- 1939 : La Tour de Londres (Tower of London) de Rowland V. Lee
- 1939 : Les Trois Diables rouges (Daredevils of the Red Circle) de William Witney et John English
- 1939 : Les Hauts de Hurlevent (Wuthering Heights) de William Wyler
- 1940 : La Maison aux sept pignons de Joe May
- 1940 : Babies for Sale de Charles Barton
- 1940 : Le Lys du ruisseau (Primrose Path) de Gregory La Cava
- 1940 : Le Gangster de Chicago (The Earl of Chicago) de Richard Thorpe et Victor Saville
- 1940 : Capitaine Casse-Cou (Captain Caution) de Richard Wallace
- 1940 : South of Suez de Lewis Seiler
- 1940 : Laddie de Jack Hively
- 1940 : En route vers Singapour (Road to Singapore) de Victor Schertzinger
- 1941 : Lady Hamilton (That Hamilton Woman) d'Alexander Korda
- 1941 : L'aventure commence à Bombay (They met in Bombay) de Clarence Brown
- 1942 : Le meurtrier s'est échappé (Fly-by-Night) de Robert Siodmak
- 1942 : Âmes rebelles (This Above All) d'Anatole Litvak
- 1942 : Je te retrouverai (Somewhere I'll find you) de Wesley Ruggles
- 1942 : Les Chevaliers du ciel (Captains of the Clouds) de Michael Curtiz (voix)
- 1942 : A Tragedy at Midnight de Joseph Santley
- 1942 : To be or not to be d'Ernst Lubitsch
- 1942 : Jordan le révolté (Lucky Jordan) de Frank Tuttle
- 1942 : Apache Trail de Richard Thorpe et Richard Rosson
- 1942 : Fingers at the Window (en) de Charles Lederer
- 1942 : Les Aventures de Tarzan à New York (Tarzan's New York Adventure) de Richard Thorpe
- 1942 : Secrets of the Underground de William Morgan
- 1943 : Un commando en Bretagne (Assignment in Brittany) de Jack Conway
- 1943 : Madame Curie (titre original) de Mervyn LeRoy
- 1943 : Le Fantôme de l'Opéra (Phantom of the Opera) d'Arthur Lubin
- 1943 : Les Cinq Secrets du désert (Five Graves to Cairo) de Billy Wilder
- 1943 : First Comes Courage de Dorothy Arzner
- 1943 : Guadalcanal (Guadalcanal Diary) de Lewis Seiler
- 1944 : L'Odyssée du docteur Wassell (The Story of Dr. Wassell) de Cecil B. DeMille
- 1944 : Les Blanches Falaises de Douvres (The White Cliffs of Dover) de Clarence Brown
- 1944 : La Perle des Borgia (The Pearl of Death) de Roy William Neill
- 1944 : The Return of the Vampire de Lew Landers
- 1944 : Four Jills in a Jeep de William A. Seiter
- 1944 : La Griffe écarlate (The Scarlet Claw) de Roy William Neill
- 1944 : Enter Arsene Lupin de Ford Beebe
- 1944 : Adieu, ma belle (Murder, My Sweet) d'Edward Dmytryk
- 1945 : Week-end au Waldorf (Week-End at the Waldorf) de Robert Z. Leonard
- 1945 : Crime Doctor's Warning de William Castle
- 1945 : Agent secret (Confidential Agent) de Herman Shumlin
- 1945 : Le Portrait de Dorian Gray (The Picture of Dorian Gray) d'Albert Lewin
- 1946 : Le Fils de Robin des Bois (The Bandit of Sherwood Forest) de Henry Levin et George Sherman
- 1946 : The Walls came Tumbling Down de Lothar Mendes
- 1947 : The Imperfect Lady de Lewis Allen

### Comme réalisateur
- 1926 : The Whistler (court métrage)
- 1926 : The Sheik of Araby (court métrage)
- 1926 : The Fair Maid of Perth (court métrage)
- 1926 : Knee Deep in Daisies (court métrage ; + producteur)
- 1927 : As We Lie (court métrage ; + acteur et scénariste)
- 1927 : The Sentence of Death (court métrage)
- 1927 : Packing Up, avec Mary Clare, Malcolm Keen (court métrage)
- 1927 : False Colours (court métrage)
- 1928 : He First Born, avec Madeleine Carroll, John Loder (+ acteur, scénariste et producteur)
- 1931 : The Woman Between (+ scénariste, d'après sa pièce Conflict)
- 1931 : Fascination, avec Madeleine Carroll, Freddie Bartholomew
- 1934 : Youthful Folly avec Jane Carr
- 1935 : The Morals of Marcus (en), avec Lupe Vélez, Ian Hunter
- 1936 : The Flying Doctor, avec Charles Farrell (+ scénariste et producteur)

### Comme scénariste
- 1924 : Lovers in Araby d'Adrian Brunel (+ acteur)
- 1932 : Meurtres (The Lodger) de Maurice Elvey
- 1932 : L'Atlantide (The Mistress of Atlantis) de Georg Wilhelm Pabst (scénariste de la version alternative en anglais et dialoguiste de la version alternative en allemand)

### Comme producteur
- 1923 : The Man without Desire d'Adrian Brunel